# Bernard-Germain de Lacépède
 (mars 2024).
Pour les articles homonymes, voir Laville, Ville-sur-Illon et Lacépède.
Bernard Germain Étienne de Laville-sur-Illon, comte de Lacépède (parfois appelé de La Cépède), né le 26 décembre 1756 à Agen et mort le 6 octobre 1825 à Épinay-sur-Seine (Seine), est un zoologiste et homme politique français.

## Biographie

### Famille
Bernard-Germain de Lacépède fit partie d'une famille de la vieille noblesse d’Agen. Orphelin de mère très tôt, c’est son père, Jean-Joseph Médard, comte de La Ville, qui se charge de son éducation. Il hérite du nom de Lacépède d’un oncle qui lui lègue sa fortune à condition qu'il conserve son patronyme.

### Musicien
D'une nature peu sociable, il se consacre tout d'abord à l'étude de la philosophie et de la musique.
Violoncelliste, il entretient par ailleurs une correspondance avec Gluck (1714-1787). Il soumet un opéra, Omphale, à Gluck, qui lui en fait compliment.
Il se rend à Paris, à dix-neuf ans, en 1777 et fait paraître en 1785 une Poétique de la Musique, traité dans lequel il défend le caractère « signifiant » de la musique vocale, faisant peu de cas de la musique instrumentale pure.

### Naturaliste

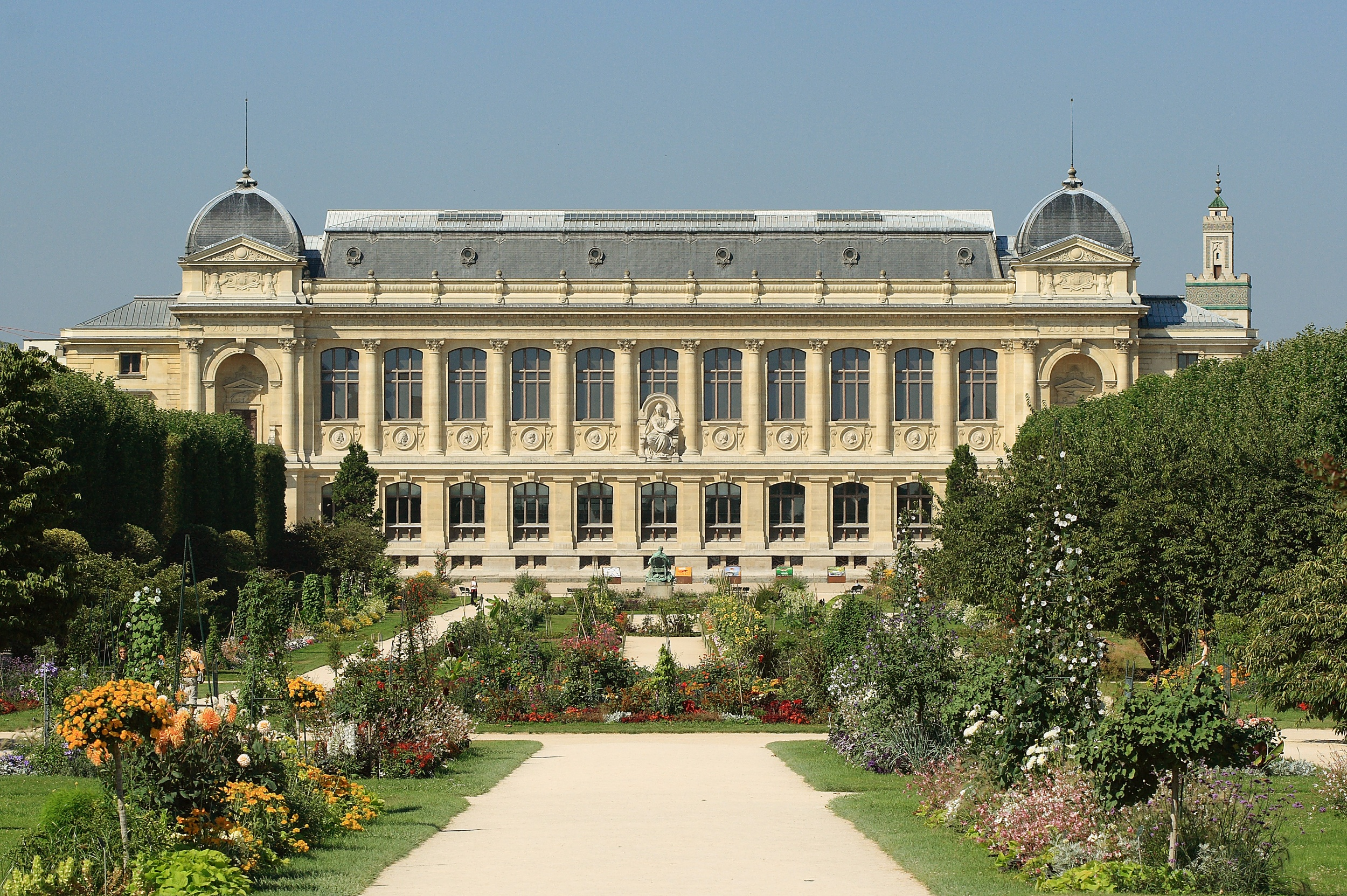
Le Jardin des Plantes et le Muséum national d'histoire naturelle à Paris.

Il se lie d'amitié avec Buffon (1707-1788) qui l'encourage à étudier l'histoire naturelle. Déterminé et voulant se faire connaître soit par la musique, soit par la science, il fait paraître en 1781 un Essai sur l’électricité naturelle et artificielle et en 1784 une Physique générale et particulière.
Il collabore alors à l’Histoire Naturelle de Buffon et publie de nombreux ouvrages dans ce domaine, notamment sur la faune marine. Il fait paraître, en 1788-1789, son Histoire naturelle des quadrupèdes ovipares et des serpens. Il s'agit du premier ouvrage d'envergure sur les amphibiens et les reptiles destiné à un large public. Mais ses illustrations sont médiocres et son livre n'améliore pas la taxinomie de ces animaux. Le travail de Josephus Nicolaus Laurenti (1735-1805), pourtant plus ancien (1768), est bien supérieur. Malgré ces défauts, l'œuvre de Lacépède contribue à favoriser l'étude de ces animaux.
Il fuit Paris en proie aux excès de la Terreur et il est alors remplacé au Jardin du roi à Paris (devenu le Muséum national d'histoire naturelle) par Étienne Geoffroy Saint-Hilaire (1772-1844). Il se réfugie dans le village de Leuville-sur-Orge. En 1795, il devient secrétaire perpétuel de l'Académie des sciences. Il est reçu à l’Académie de Rouen le 3 août 1803.
Entre 1798 et 1803 il fait paraître un important ouvrage sur les poissons intitulé Histoire naturelle des poissons. Lacépède s'inspire largement des notes et des collections laissées par Philibert Commerson (1727-1773). Il écrit Histoire des cétacés en 1804. Son impact sur l'ichtyologie est immense. Ainsi, Constantine Samuel Rafinesque (1783-1840) s'appuie sur ses clés analytiques lorsqu'il décrit de nouveaux genres.
Il devient conservateur du cabinet de curiosités du Jardin du Roi à Versailles.
Lors de la transformation du Jardin du Roi (de Paris) en Muséum national d'histoire naturelle, Lacépède est absent de Paris car il craint pour sa vie du fait d'être noble et d'avoir exercé des activités politiques. Il n'est donc pas intégré au Muséum. Ce n'est que lorsque la chaire des vertébrés est scindée en deux, qu'il reçoit la nouvelle chaire d'ichtyologie et d'herpétologie. Mais il abandonne peu à peu l'histoire naturelle, ses activités politiques l'occupant de plus en plus. Officieusement, il abandonne tout enseignement au Muséum dès 1803 et est remplacé par André Marie Constant Duméril (1774-1860).

### Homme politique
Lacépède commence sa carrière d'homme politique en étant député de Paris à l'Assemblée législative (1791-1792). Il en sera vice-président le 17 novembre 1791, puis président du 28 novembre au 9 décembre 1791.
Ayant fui les excès de la Terreur, il revient à Paris après la chute de Robespierre le 9 thermidor an II.
Après le 18 brumaire, il est désigné pour faire partie du Sénat conservateur dès sa création le 24 décembre 1799, et sera nommé secrétaire de cette assemblée lors de la première session le lendemain.
Le 14 août 1803, il est nommé comme premier grand chancelier de la Légion d'honneur, poste qu'il perdra le 6 avril 1814 après la Restauration.
Il sera désigné par la suite président du Sénat conservateur à deux reprises, du 1er juillet 1807 au 1er juillet 1808 puis du 1er juillet 1811 au 1er juillet 1813.
Il est titulaire de la sénatorerie de Paris, est fait pair de France une première fois en 1814, une seconde fois lors des Cent-Jours, une troisième fois en 1819.
Franc-maçon lors de l'Ancien Régime, il fut membre de la loge des « Neuf Sœurs » et vénérable maître d'honneur de la loge des « Commandeurs du Mont-Thabor ».

### Titres
- Donataire (revenus : 25 000 fr.) en Westphalie (10 mars 1808)[7] ;
- Comte Laville-sur-Illon de la Cépède et de l'Empire (lettres patentes du 26 avril 1808, Bayonne)[7] ;
- Donataire sur le canal du Loing (16 janvier 1801)[7] ;
- Pair de France[8] :
  - Pair « à vie » par l'ordonnance du 4 juin 1814 ;
  - Pair des Cent-Jours (2 juin 1815) ;
  - Révoqué par l'ordonnance du 24 juillet 1815 ;
  - Baron-pair héréditaire (5 mars 1819).

### Distinctions
- Légion d'honneur[9] :

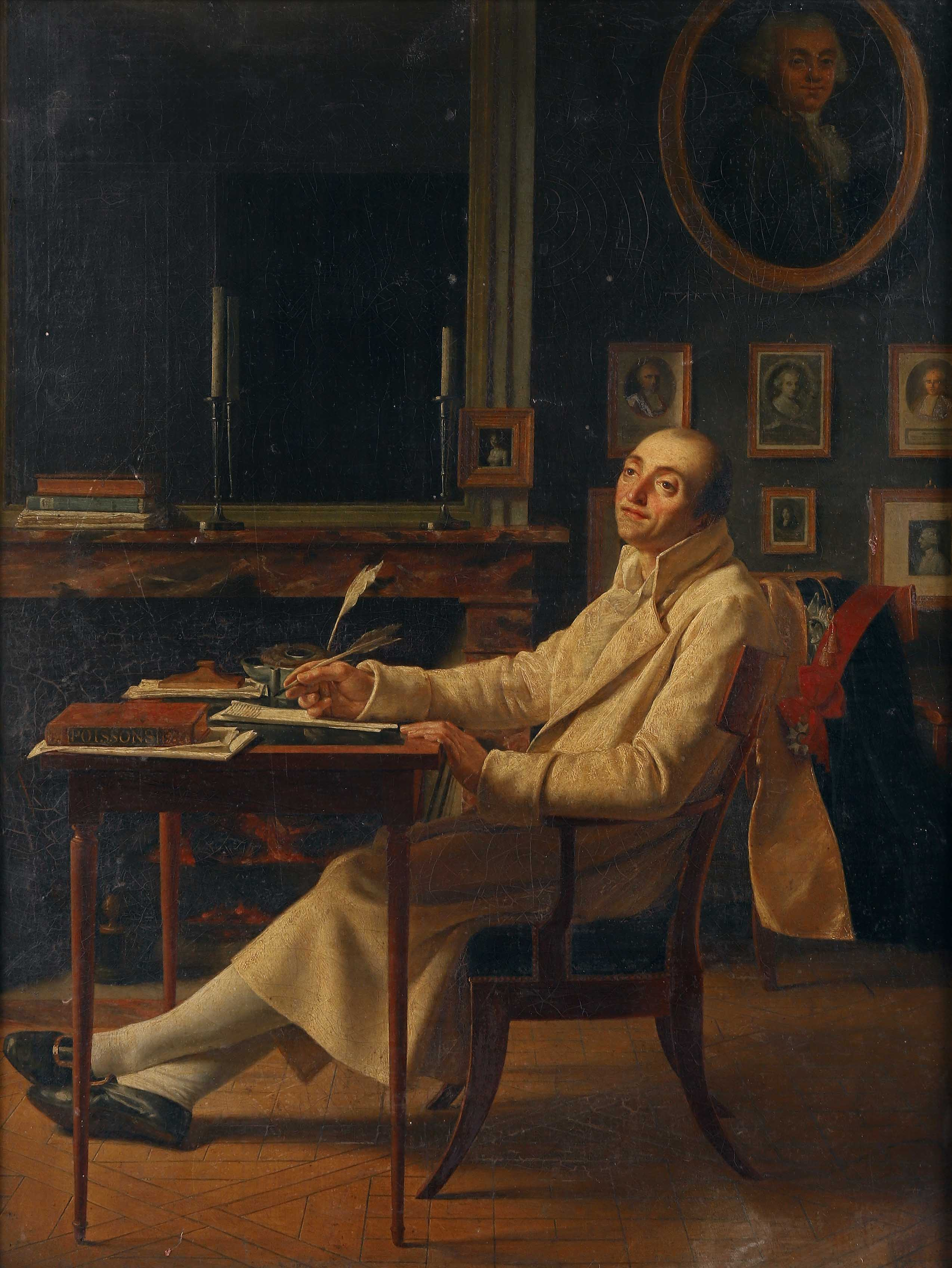
Jean-François Garneray, Portrait de Bernard Germain Etienne de Laville-sur-Illon, comte de Lacépède.

  - Grand aigle de la Légion d'honneur (13 pluviôse an XIII : 2 février 1805) ;
  - Grand chancelier de l'Ordre (1803-1814, Cent-Jours) :

« Le grand Chancelier a séance au grand Conseil, et est dépositaire du Sceau.
S. Ex. présente à S. M. I. et R. les candidats pour les nominations et promotions relatives à la Légion d'Honneur ; signe et fait expédier les Brevets ; présente les Diplômes à la signature de S. M. ; donne les Décorations au nom de S. M, ou transmet les délégations nécessaires aux membres qui doivent les donner ; prend les ordres de S. M. au sujet des ordres étrangers conférés à des François ; transmet, les autorisations pour les accepter ; présente à S. M. le travail relatif aux gratifications extraordinaires des membres de la Légion, à l'exercice de leurs droits politiques, à leur adjonction à des collèges électoraux de département ou d'arrondissement ; à l'admission des filles des membres de la Légion d'Honneur, dans les maisons impériales Napoléon ; prend les mesures nécessaires pour l'exécution du décret de discipline des membres de la Légion d'Honneur; dirige et surveille l'administration des domaines de la Légion, etc. etc. etc. »
— Almanach impérial : pour l'année M. DCCC. X, présenté à S. M. l'Empereur et Roi, par Testu, À Paris, rue Hautefeuille, n°l3, chez Testu et Cie, imprimeurs de Sa Majesté, 1810 (lire en ligne)
- Grand chancelier, à titre provisoire, de l'ordre des Trois-Toisons d'Or (1809-1810).
- Chevalier de l'ordre de la Couronne de Westphalie[10] ;

## Liste sélective des œuvres
- Essai sur l'électricité naturelle et artificielle (1781) (lire en ligne).
- Physique générale et particulière (1782-1784) (lire en ligne).
- Théorie des comètes, pour servir au système de l'électricité universelle (1784).
- La poétique de la musique (1785) (lire en ligne).
- Histoire naturelle des quadrupèdes ovipares et des serpens (1788-1789) (lire en ligne).
- Vues sur l'enseignement public (1790).
- Histoire naturelle des poissons (1798-1803) (lire en ligne).
- Tableau des divisions, sous-divisions, ordres et genres des mammifères (1798).
- La Ménagerie du Muséum national d'histoire naturelle (1801).
- Histoire naturelle des cétacés (1804).
- Ellival et Caroline (1816).
- Charles d'Ellival et Alphonsine de Florentino (1817).
- Vue générale des progrès de plusieurs branches des sciences naturelles, depuis la mort de Buffon… (1818)

### Publications posthumes
- Histoire générale, physique et civile de l'Europe, depuis les dernières années du Ve siècle jusque vers le milieu du XVIIIe (1826) (lire en ligne).
- Histoire naturelle de l'homme, précédée de son éloge historique par M. le Baron G. Cuvier (1827).
- "Œuvres du comte de Lacépède, comprenant l'histoire naturelle des quadrupèdes ovipares, des serpents, des poissons et des cétacés" (Paris, Pillot, 1830 à 1833, 12 volumes avec 400 gravures sur acier).

## Hommages, honneurs

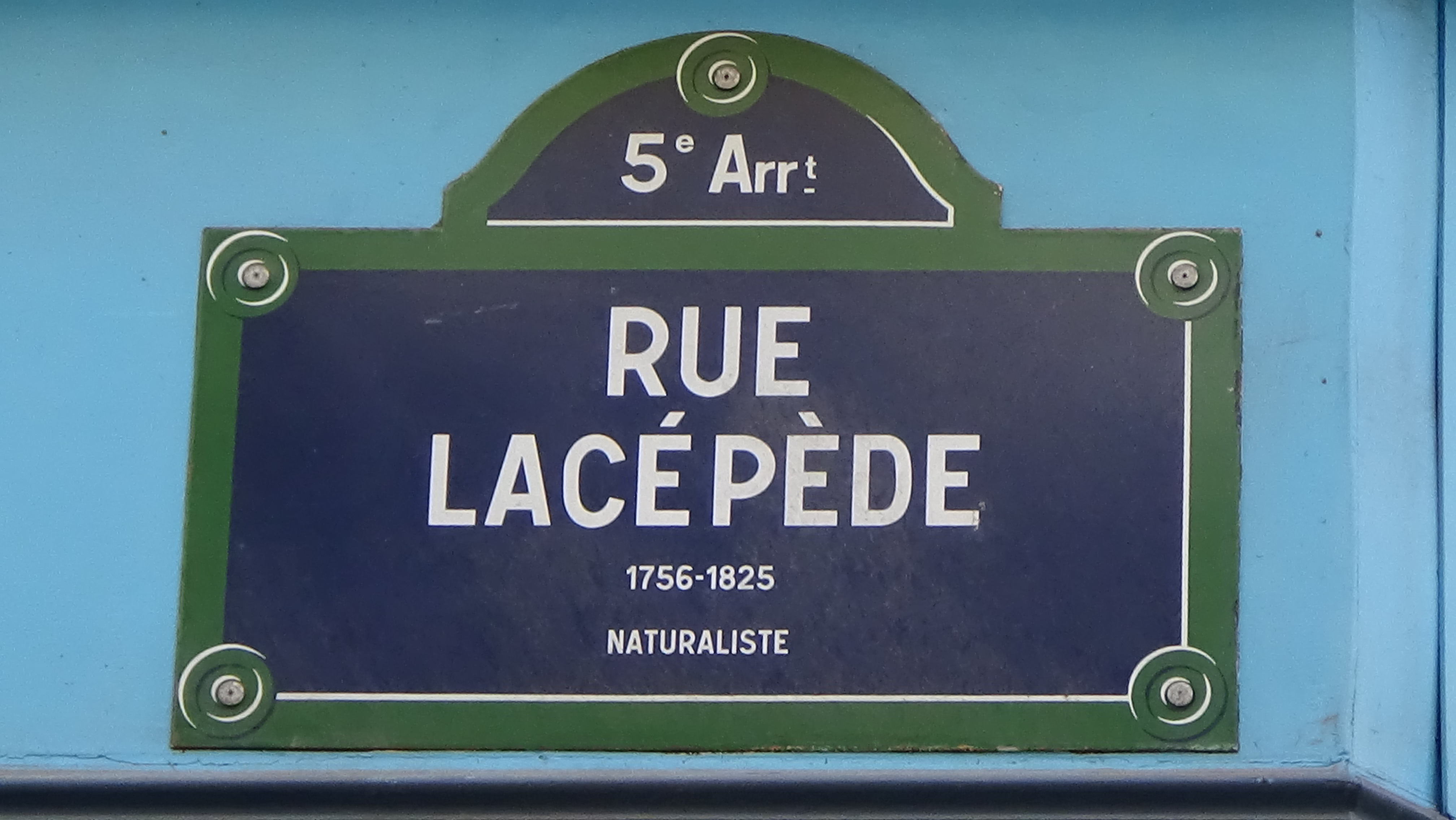
Plaque de rue de la rue Lacépède dans le 5e arrondissement de Paris.

- Depuis 1853, une rue (la rue Lacépède) du 5e arrondissement de Paris porte son nom[11], aux côtés de quelques grands scientifiques français (Monge, Laplace, Lagrange, Cuvier, Descartes, etc.)

- Une baie (la baie Lacépède) porte son nom, dans l'État d'Australie-Méridionale (nommée ainsi par l'explorateur Nicolas Baudin en 1802).
- Un archipel (les îles Lacépède) porte son nom, dans l'État d'Australie-Occidentale (nommées ainsi par l'explorateur Nicolas Baudin le 5 août 1801).
- Une espèce de gecko porte son nom[12], le Gecko diurne à queue bleue (Phelsuma cepediana) endémique de l'île Maurice.

## Armoiries
| Figure | Blasonnement |
|        | « Le comte de l'Empire descendait d'une illustre maison de Lorraine qui a formé de nombreuses branches, aujourd'hui éteintes, et dont les armes étaient : D'or à la croix de gueules, au chef de sinople, chargé d'une bande d'argent, chargée de trois roses de gueules. » — Albert Révérend, Armorial du Premier Empire, titres, majorats et armoiries concédés par Napoléon Ier. |
|        | Armes du comte Laville-sur-Illon de la Cépède et de l'Empire Écartelé ; au premier des comtes-sénateurs ; au deuxième, de gueules à trois barres d'or, au chef cousu d'azur chargé de trois étoiles du second ; au troisième bandé d'azur et d'or de six pièces à la bordure de gueules, au franc-canton d'argent; au quatrième d'or, à une bande de gueules chargée de trois alérions d'argent (qui est de Lorraine ancien) ; sur le tout, en abîme, d'or à la croix de gueules au chef de sinople, à la bande d'argent, chargée de trois roses de gueules., - Livrées : nuancé de noir & blanc, bordure d'argent On trouve aussiEcartelé : au I, du quartier des comtes sénateurs ; au II, de gueules à trois bandes d'or, un chef d'azur chargé de trois étoiles du second ; au III, bandé d'azur et d'or ; au IV, d'or, à la bande de gueules, chargée de trois alérions d'argent (de Lorraine) ; sur-le-tout, d'or à une Croix de Lorraine de gueules surmontée d'un comble de sinople, une bande d'argent chargée de trois roses de gueules brochante. |
|        | Armes du comte de Lacépède, baron-pair, Les deux premiers quartiers furent modifiés sous Louis XVIII Écartelé : aux 1 et 4, d'or, à la bande de gueules, ch. de trois alérions d'argent, au lambel d'azur, brochant sur le premier quartier; au 2, de gueules, à l'aigle d'argent, becquée, membrée et couronnée d'or; au 3, bandé d'or et d'azur, à la bordure de gueules et au canton d'or. Sur le tout d'or à la croix de gueules, au chef de sinople, ch. d'une bande d'argent, surch. de trois roses de gueules., SupportsDeux aigles. |